# Limosella tenella
Limosella tenella är en flenörtsväxtart som beskrevs av Quezel och Contandr.. Limosella tenella ingår i släktet ävjebroddar, och familjen flenörtsväxter. Inga underarter finns listade i Catalogue of Life.